# Sesso debole (singolo)
Sesso debole è un singolo della cantautrice italiana Elisa, pubblicato il 13 giugno 2025.

## Antefatti e pubblicazione
Il 18 giugno 2024 annuncia il primo concerto presso lo stadio San Siro di Milano, previsto il 18 giugno 2025. Successivamente nel novembre 2024 pubblica il singolo Dillo solo al buio e nell'aprile 2025 collabora nel brano Nonostante tutto presente nell'album Alaska Baby di Cesare Cremonini, in cui è presente anche nel brano Aurore boreali.

Successivamente all'annuncio nel sold out del concerto di San Siro, la cantante decide di pubblicare un nuovo singolo Sesso debole in occasione dell'evento e per ringraziare i fan per il risultato. La cantante ha dichiarato in merito alla registrazione e al significato del brano:

## Accoglienza
Alessandro Alicandri di TV Sorrisi e Canzoni descrive il brano «leggerissimo e potente», in cui «si sente la spontaneità della scrittura e la necessità dell'artista di tornare, come in un viaggio del tempo, verso il ricordo di momenti di vita preziosi e irripetibili» e affermando che l'espressione «sesso debole» riconduce «a quell'epoca e non al concetto in sé. Ironizza su sé stessa mentre si descrive come donna ribelle, tutt'altro che fragile o debole».
Alvise Salerno di All Music Italia scrive che Elisa propone d'estate un singolo con sonorità pop-rock in cui canta «la storia di questa donna che analizza la propria storia d’amore e la sua evoluzione nel tempo, tra mancanza di fiducia iniziale e cambiamenti vari». Sebbene non apprezzi la ripetizione di parole nel ritornello, Salerno afferma che  il brano sia l'espressione della «leggerezza non banale che si richiede ai giganti quando decidono di entrare nella lotta estiva».

## Video musicale
Il video musicale del brano, diretto dalla stessa Elisa, è stato pubblicato il 17 giugno 2025 sul canale YouTube della cantante. Il video è stato registrato il 9 e 10 giugno 2025 presso il Lido di Camaiore nell'omonimo comune in Provincia di Lucca.

## Tracce
Testi e musiche di Elisa Toffoli.
1. Sesso debole – 3:15